# Philoponella duopunctata
Espèce
Philoponella duopunctata est une espèce d'araignées aranéomorphes de la famille des Uloboridae.

## Distribution
Cette espèce est endémique de l'Acre au Brésil,. Elle se rencontre vers Senador Guiomard.

## Description
Le mâle holotype mesure 2,29 mm et la femelle paratype 2,36 mm.

## Publication originale
- Faleiro & Santos, 2014 : Three new species and new records of the orb-weaving spider genus Philoponella (Araneae, Uloboridae) from Brazil and Ecuador. Zootaxa, no 3754(5), p. 572-582.